# Schefflera mathewsii
Schefflera mathewsii är en araliaväxtart som först beskrevs av Berthold Carl Seemann, och fick sitt nu gällande namn av Hermann August Theodor Harms. Schefflera mathewsii ingår i släktet Schefflera och familjen araliaväxter.
Artens utbredningsområde är Peru. Inga underarter finns listade.